# Halifax Citadels
I Halifax Citadels sono stati una squadra di hockey su ghiaccio dell'American Hockey League con sede nella città di Halifax, nella provincia della Nuova Scozia. Nati nel 1988 e sciolti nel 1993, nel corso degli anni sono stati affiliati alla franchigia dei Nordiques de Québec.

## Storia
La franchigia degli Halifax Citadels nacque nel 1988 in seguito al trasferimento dei Fredericton Express, venendo così a colmare il vuoto lasciato dal trasferimento dei Nova Scotia Oilers a Cape Breton.
I Citadels presero il proprio nome dalla cittadella di Halifax, e furono la formazione affiliata ai Nordiques de Québec, formazione della National Hockey League. Le partite casalinghe furono disputate presso l'Halifax Metro Centre, posto proprio ai piedi della cittadella fortificata.
Dopo cinque stagioni di vita, caratterizzate da due qualificazioni ai playoff, la franchigia nel 1993 si trasferì a Cornwall, nell'Ontario, dove assunse il nuovo nome di Cornwall Aces. Un anno più tardi la città tornò ad ospitare una squadra di hockey, gli Halifax Mooseheads della QMJHL.

### Affiliazioni
Nel corso della loro storia gli Halifax Citadels sono stati affiliati alle seguenti franchigie della National Hockey League:
- Quebec Nordiques: (1988-1993)

## Record stagione per stagione
| Halifax Citadels |          |    |    |    |    |    |     |     |    |                                 |
| 1988-89          | North    | 80 | 42 | 30 | 8  | 92 | 345 | 300 | 2° | perde 1º turno (Moncton) 0-4    |
| 1989-90          | North    | 80 | 37 | 37 | 6  | 80 | 317 | 300 | 4° | perde 1º turno (Sherbrooke) 2-4 |
| 1990-91          | North    | 80 | 33 | 35 | 12 | 78 | 338 | 340 | 6° |                                 |
| 1991-92          | Atlantic | 80 | 25 | 38 | 17 | 67 | 280 | 324 | 5° |                                 |
| 1992-93          | Atlantic | 80 | 33 | 37 | 10 | 76 | 312 | 348 | 5° |                                 |

## Record della franchigia

### Singola stagione
Gol: 42  Mark Vermette (1992-93)
Assist: 57  Miroslav Ihnačák (1990-91)
Punti: 95  Miroslav Ihnačák (1990-91)
Minuti di penalità: 345  Kevin Kaminski (1992-93)

### Carriera
Gol: 121  Mark Vermette
Assist: 110  Mark Vermette
Punti: 231  Mark Vermette
Minuti di penalità: 920  Greg Smyth
Partite giocate: 256  Mark Vermette